# Grote zilverreiger

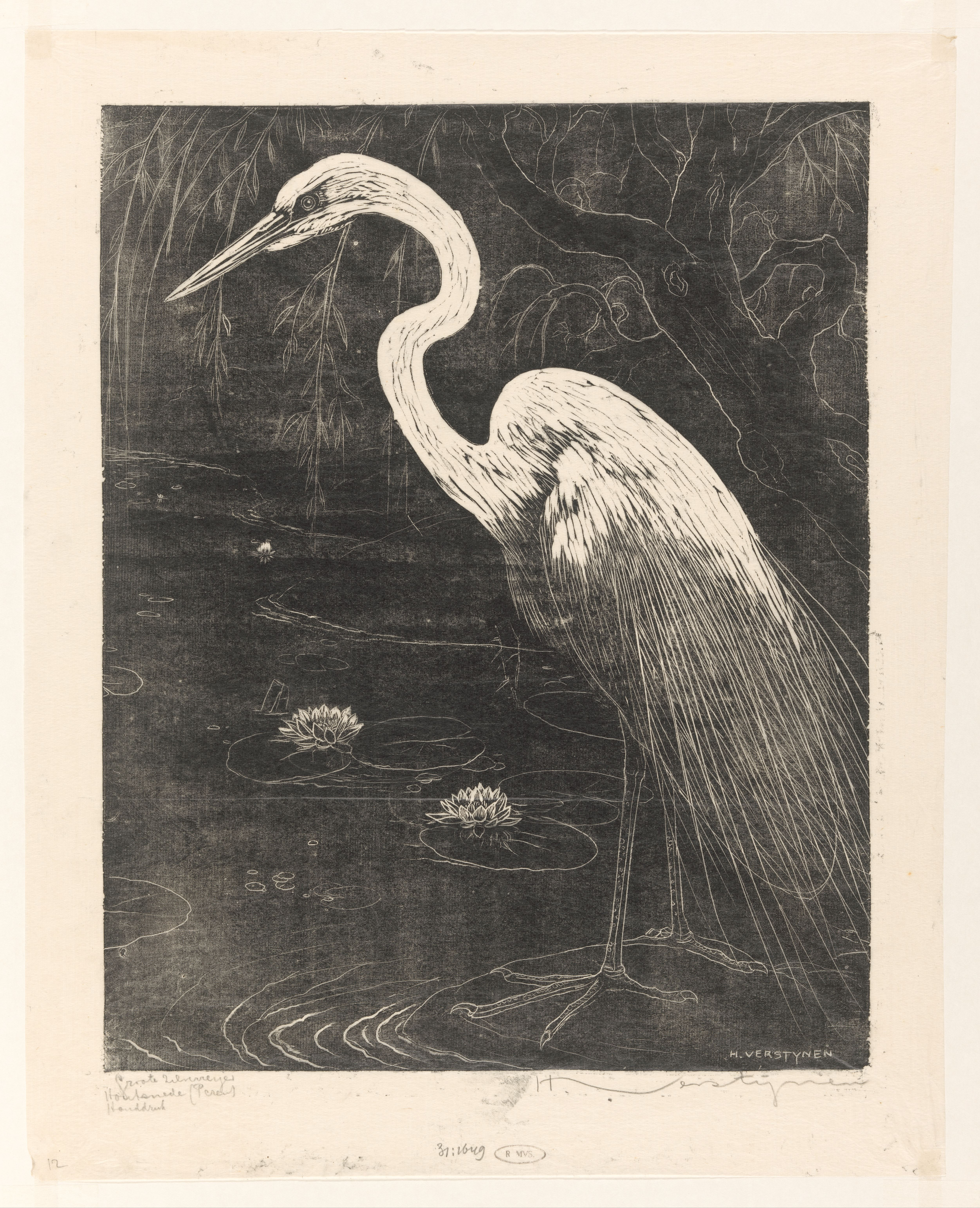
Groote zilverreiger
(na 1921), Houtsnede van Henri Verstijnen, Rijksmuseum

De grote zilverreiger (Ardea alba) is een witte vogel uit de familie van de reigers. Voorheen stond de vogel ook bekend als Egretta alba (Linnaeus, 1758) of Casmerodius albus.

## Uiterlijke kenmerken
Met zijn lengte van 85-100 cm is de grote zilverreiger even groot als de blauwe reiger. De spanwijdte is 1,45 tot 1,70 m, het gewicht 1 tot 1,5 kg.

## Voortplanting
De grote zilverreiger nestelt in bomen, vaak in kolonies met andere in kolonies broedende watervogels.

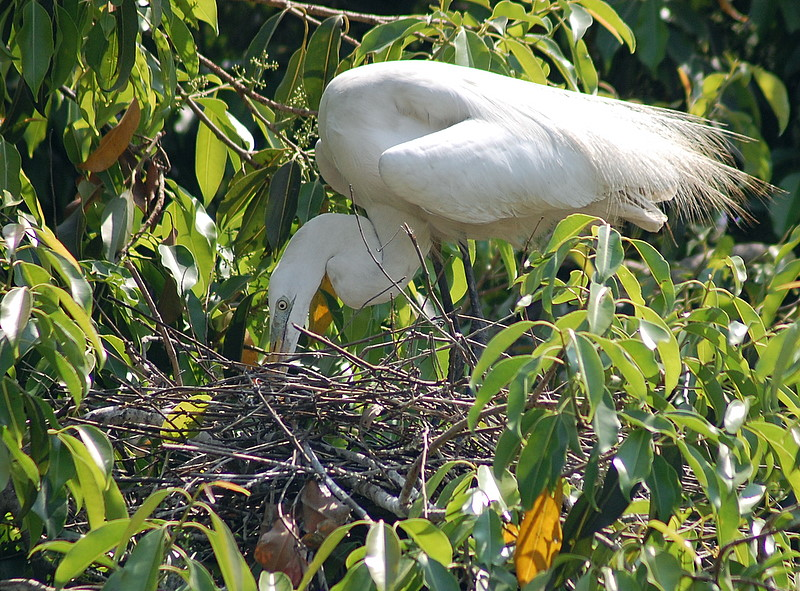
Grote zilverreiger nestelt in een boom
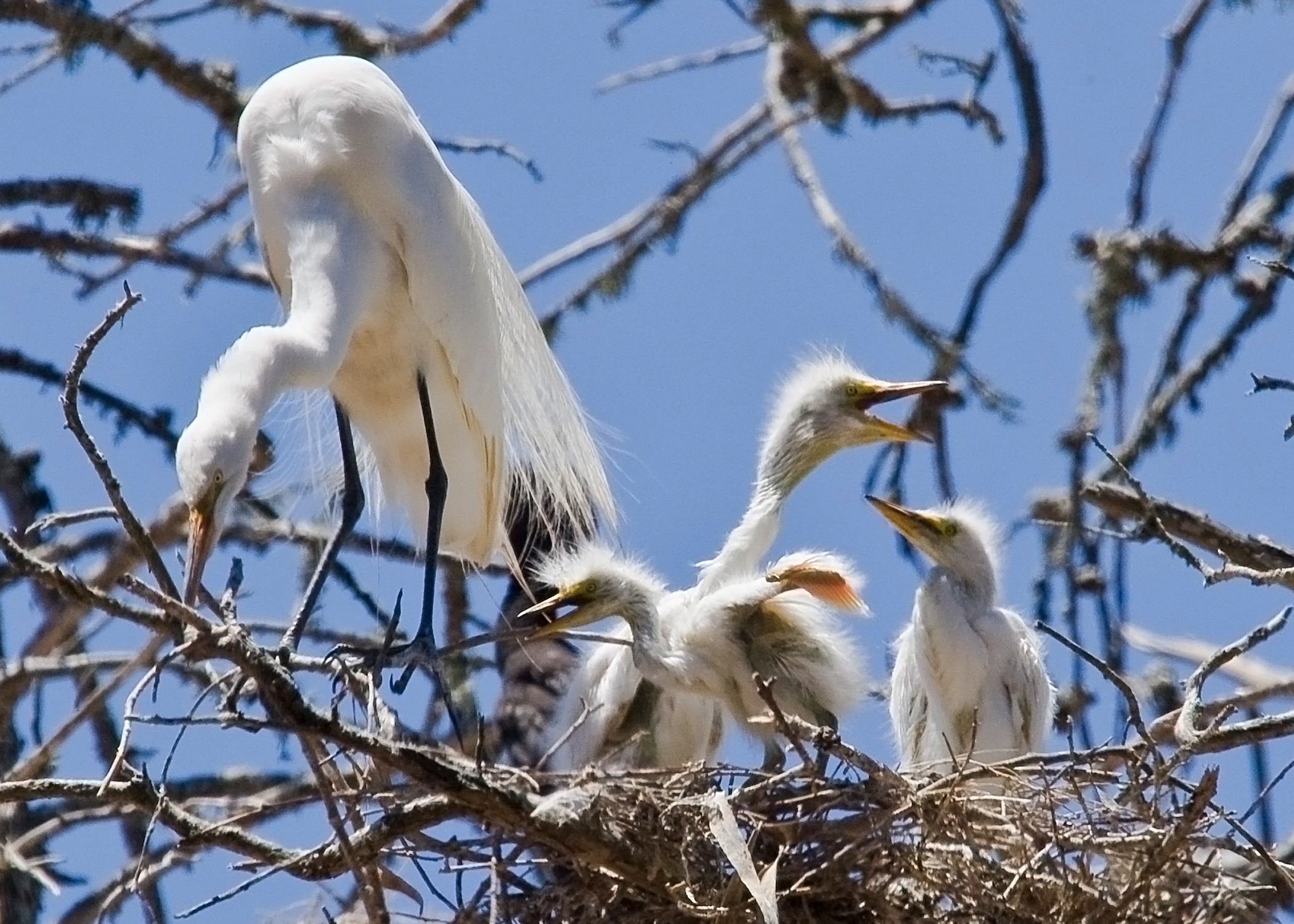
Met jongen op het nest
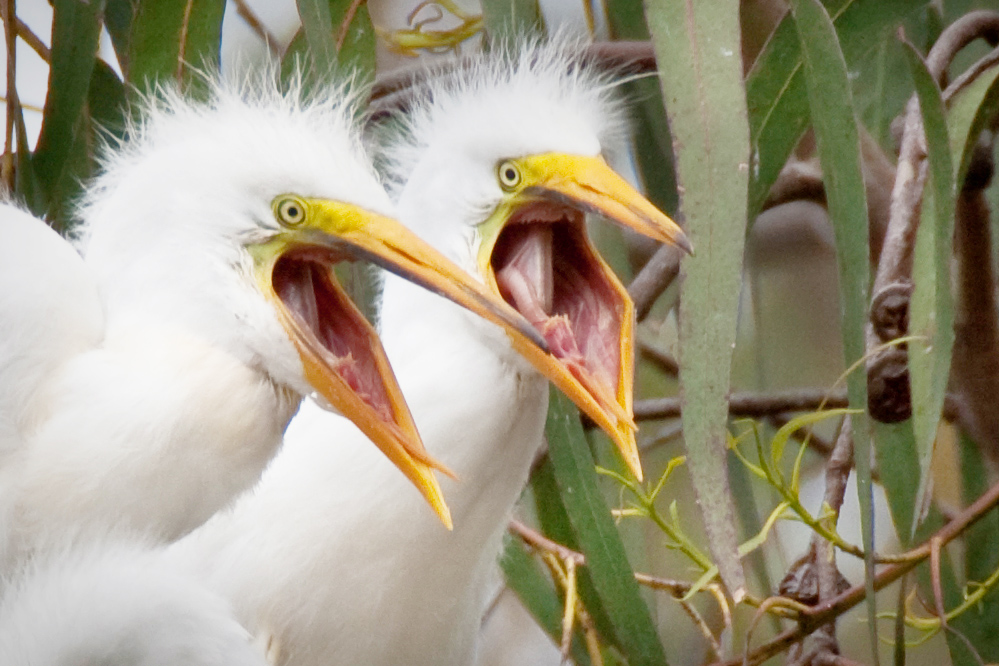
Twee jongen op het nest

## Voedsel
De grote zilverreiger leeft van vis, amfibieën, kleine zoogdieren en soms ook reptielen en vogels. Ze foerageren meestal in ondiep water, maar ook op het land. Hun jachttechniek is eenvoudig: langdurig roerloos staan tot een prooidier in de buurt komt of heel rustig wadend de prooi achtervolgen. Eenmaal dichtbij spietsten ("rijgen") ze hun prooi aan hun dolkvormige snavel.

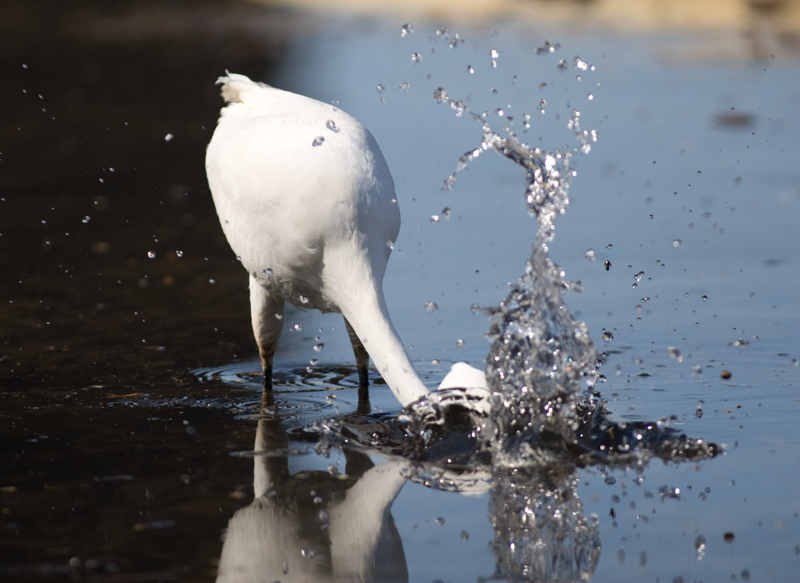
Een grote zilverreiger spietst een vis
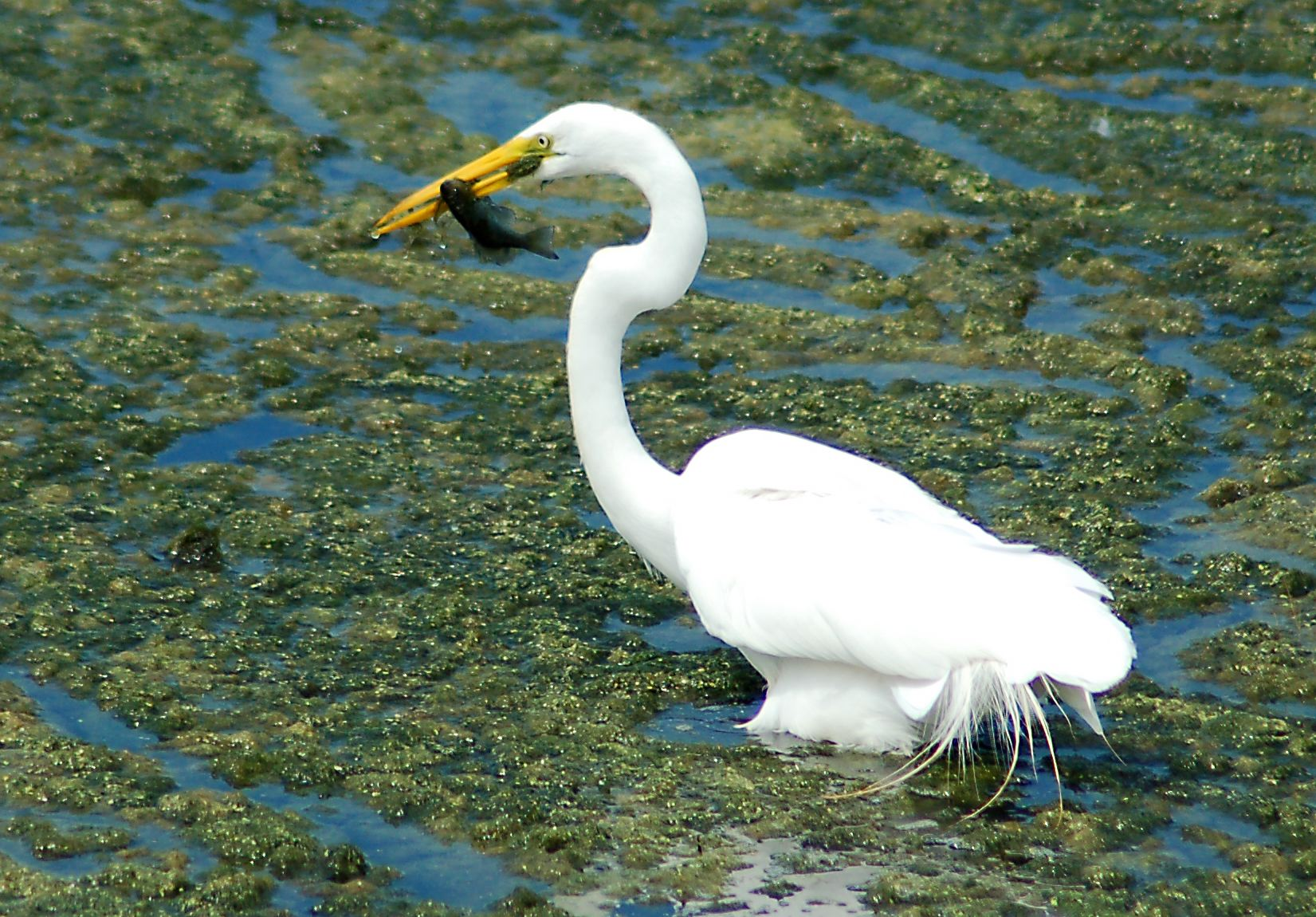
Een grote zilverreiger met een vis
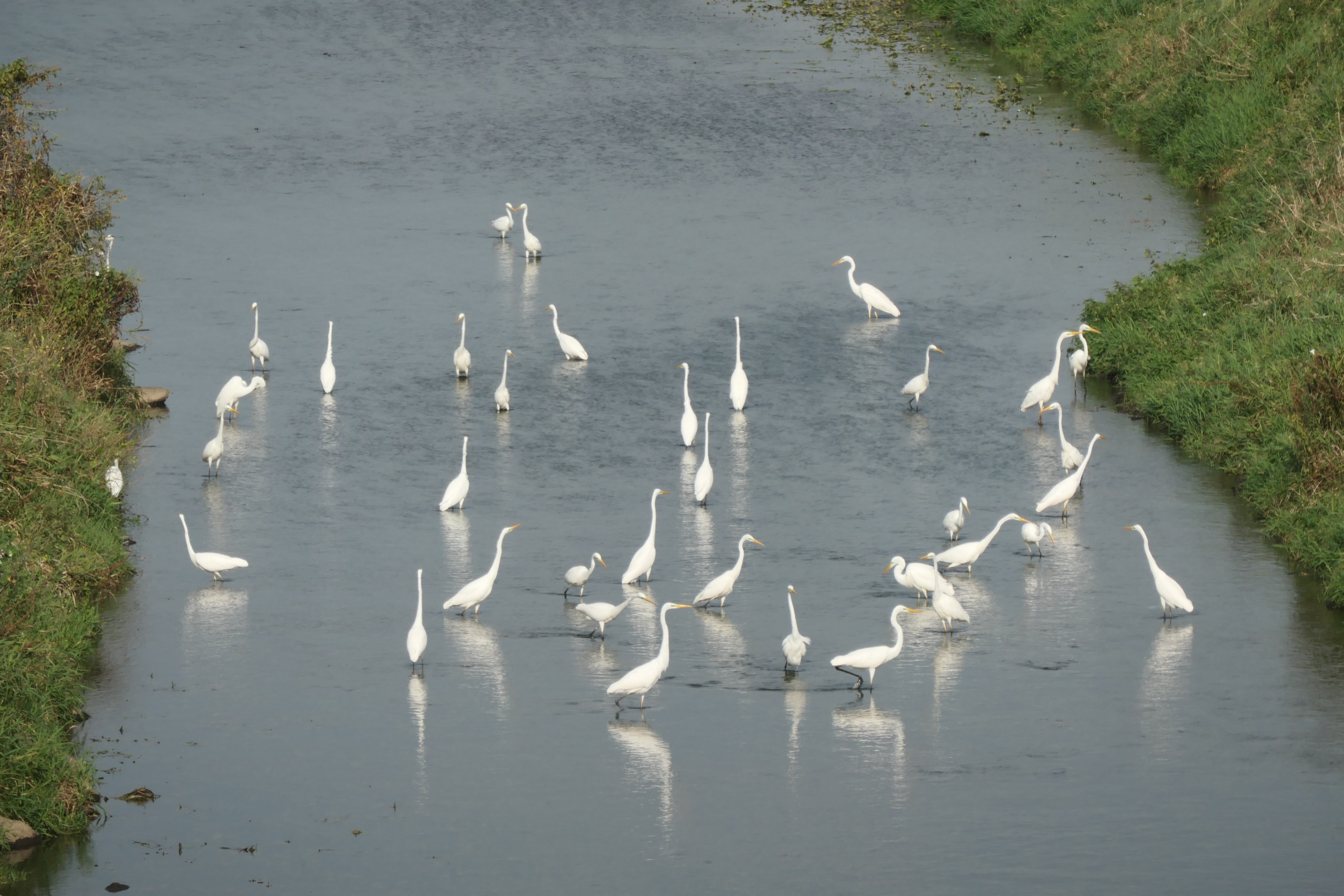
Foeragerende zilverreigers

## Verspreiding en status
De grote zilverreiger komt onder meer voor in Italië, op de Balkan en in Turkije. Hij is bezig aan een opmars in Europa en broedt nu ook in België, Nederland, Duitsland, Slowakije, Polen, Wit-Rusland en Litouwen. Het eerste broedgeval in Nederland vond plaats in 1978 (Oostvaardersplassen). Het aantal broedparen in Nederland steeg geleidelijk tussen 1978 en 2007 naar 150 per jaar. Omdat het in het begin niet duidelijk was dat deze vogel als broedvogel zich zou handhaven, werd hij in 2004 als gevoelig op de Nederlandse rode lijst gezet. Op de internationale IUCN-lijst (vermeld als Casmerodius albus) staat hij als niet bedreigd, maar hij valt wel onder het AEWA-verdrag.
Ook buiten de broedtijd wordt de grote zilverreiger in Nederland en België steeds vaker waargenomen.

## Ondersoorten
Er zijn vier ondersoorten die onderling nauwelijks verschillen. Ardea alba modesta wordt door sommige taxonomen ook wel beschouwd als een soort (oosterse grote zilverreiger).
- A. a. alba: van Europa tot centraal Azië.
- A. a. egretta: Noord- en Zuid-Amerika.
- A. a. melanorhynchos: Afrika ten zuiden van de Sahara.
- A. a. modesta: Indië, Zuidoost-Azië en Oceanië.

## Status wereldwijd
De grootte van de totale populatie wordt geschat op 0,6-2,2 miljoen volwassen vogels. Op de Rode lijst van de IUCN heeft deze soort de status niet bedreigd.

## Video
- Grote zilverreiger in boom en weiland